# Microdon pictipennis
Microdon pictipennis är en tvåvingeart som först beskrevs av Macquart 1850.  Microdon pictipennis ingår i släktet myrblomflugor, och familjen blomflugor. Inga underarter finns listade i Catalogue of Life.